# The Voice in the Fog
The Voice in the Fog er en amerikansk stumfilm fra 1915 af J. P. McGowan.

## Medvirkende
- Donald Brian som Thomas Webb.
- Adda Gleason som Kitty Killigrew.
- Frank O'Connor som Mason.
- George Gebhardt.
- Florence Smythe som Mrs. Killigrew.